# Półgórskie Rozstaje
Półgórskie Rozstaje (1414 m n.p.m.) – miejsce na górnym skraju dawnej Ujściańskiej Polany na południowo-zachodnim stoku Babiej Góry, na słowackiej Orawie.
Było ono niegdyś rozdrożem górskich ścieżek, wykorzystywanych przez miejscową ludność, zwłaszcza pasterzy. Rozpoczynał tu swój bieg Zbójecki Chodnik, prowadzący na przełęcz Bronę jako fragment ścieżki łączącej Zawoję z Orawską Półgórą. Przez polanę i Półgórskie Rozstaje poprowadzono w 1894 r. pierwszy znakowany szlak turystyczny na Babią Górę (dziś trasą tą biegnie żółto znakowany słowacki szlak ze Słonej Wody). Na Półgórskich Rozstajach znajduje się przystanek ścieżki dydaktycznej, ławki oraz okazały kamień z piaskowca noszący nazwę Diabli Stół. Rozciąga się stąd widok na Tatry, Orawę, Wielką i Małą Fatrę oraz Beskid Żywiecki.

## Szlaki turystyczne
Slaná Voda - Hviezdoslavova horáreň - Šťaviny - Półgórskie Rozstaje - Babia Góra (Diablak)